# Maaninka ortodoxa kyrka
Maaninka ortodoxa kyrka, (finska: Maaningan ortodoksinen kirkko) också kallad Karelska upplysningskyrkan, (Karjalan Valistajien kirkko) är en finsk-ortodox kyrkobyggnad belägen i tätorten Maaninka, i staden och kommunen Kuopio i landskapet Norra Savolax, i östra Finland.
Kyrkan tillhör Kuopios ortodoxa församling.

## Historik
Maaninka ortodoxa kyrka ritades av arkitekt Ilmari Ahonen. Den invigdes den 20 november 1960 av ärkebiskop Paulus.
Kyrkan renoverades 2005, vilket ledde till att den fick ingigas igen den 5 november 2005.